# Strzalik japoński
Strzalik japoński (Todarodes pacificus) – gatunek kałamarnicy z rodziny strzalikowatych (Ommastrephidae), od wielu lat poławiany przez rybaków, głównie japońskich.

## Występowanie
Powierzchniowe warstwy wód – zwykle do 200 m p.p.m., maksymalnie do 600 m. Zasięg obejmuje zachodni Pacyfik, wzdłuż wybrzeży Azji i wokół Japonii, oraz północny i wschodni Pacyfik – po wybrzeża Kanady. Zasiedla wody o temperaturze od 5 do 27 °C. 

## Budowa ciała

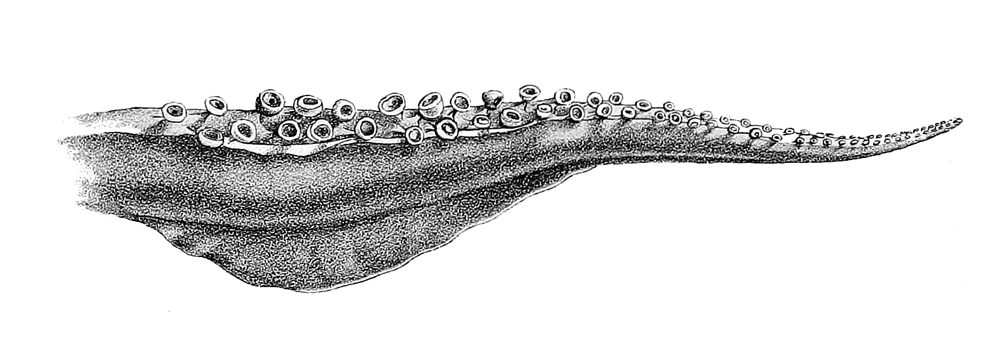
Ramię z przyssawkami

Ciało torpedowatego kształtu, z parą szerokich, ale stosunkowo krótkich (długości około 40 do 45% długości płaszcza), romboidalnych płetw. Ramiona stosunkowo krótkie, a pierścienie położonych na nich przyssawek – gładkie. U samców prawe ramię IV pary jest przekształcone w hektokotylus, w 1/3 długości pozbawiony przyssawek. Macki są dłuższe od ramion. Płaszcz krępy, muskularny, o długości 20–30 (u samic maksymalnie 50) cm. Przeciętna masa ciała waha się w przedziale 0,1–0,3 kg, maksymalna około 0,5 kg.

## Tryb życia
Strzaliki japońskie żyją w stadach prowadzących wędrowny tryb życia (regularne wędrówki sezonowe). Wiosną płyną w poszukiwaniu pokarmu do wód północnych, a jesienią kierują się na południe, do strefy cieplejszych wód. Okresowo oddalają się od brzegów na odległość do 650 km. Zasięg wędrówek wynosi od 1 do 4 tys. km. W celu uniknięcia drapieżników potrafią wzbić się w powietrze i przemierzyć w nim dystans ponad 30 m.
Spermatofory samców są przekazywane jeszcze niedojrzałym płciowo samicom. Po osiągnięciu przez nie dojrzałości następuje zapłodnienie. Samice składają od 300 do 4000 małych, eliptycznych jaj o średnicy nieprzekraczającej 0,8 mm. Składanie jaj odbywa się w wodzie o temperaturze pomiędzy 15 a 20 °C, w zależności od niej czas trwania inkubacji wynosi od 102 do 113 godzin. Kanibalizm u młodych jest zjawiskiem powszechnym. Strzalik japoński żyje 1 rok. Stanowi pokarm wielu ssaków morskich i ryb.

## Podgatunki
Wyróżniono 2 podgatunki:
- T. pacificus pacificus (Steenstrup, 1880)
- T. pacificus pusillus Dunning, 1988

## Reakcja alergiczna
W Japonii kałamarnice są popularnymi owocami morza. U niektórych konsumentów po spożyciu kałamarnicy występują objawy reakcji alergicznej. Z badań wynika, że odpowiedzialne jest za to białko tropomiozyna stanowiąca antygen Tod p 1.